# Miguel Mazzarino
Miguel Mazzarino O.P. (em italiano: Michele Mazzarino; Pescina, 1 de setembro de 1605 – Roma, 31 de agosto de 1648), conhecido como Mazzarini, foi um cardeal e estadista italiano a serviço do Reino da França.

## Primeiros anos
Mazzarino nasceu em Pescina, Itália, na época parte do Reino de Nápoles (e hoje na região de Abruzzo), mas foi criado em Roma. Seu nome de batismo era Alessandro. Era filho de Pietro Mazzarini e Hortênsia Buffalini, uma nobre de Città di Castello, na Úmbria, que era afilhada de Filippo I Colonna, o grande condestável de Nápoles. Tinha cinco irmãos, o mais velho deles, Giulio Mazzarino, tornar-se-ia cardeal e primeiro-ministro de Luís XIV com o novo nome de cardeal Mazarin.
Mazzarino entrou para a Ordem dos Pregadores no convento de Santa Maria sopra Minerva, em Roma, em 1620, com apenas quinze anos e tomou o nome de Michele ("Miguel"), uma homenagem ao seu tio-avô, o cardeal Michele Bonelli. Em 1624, foi enviado para completar seus estudos nos studia da ordem em Viterbo e Bolonha, onde estudou teologia com Tommaso Turco.

## Carreira eclesiástica
Miguel foi ordenado padre em 1628 e, logo depois, passou a ensinar teologia no Colégio de São Tomás, a futura Pontifícia Universidade de São Tomás de Aquino (Angelicum). Mazzarino tornou-se o superior-provincial dos dominicanos na Apúlia em 1635. Em 1637, o mestre da Ordem dos Pregadores, Niccolò Ridolfi, nomeou Mazzarino como vigário da província de Roma e, em abril de 1638, foi eleito provincial.
Em 1642, Mazzarino foi nomeado mestre do palácio sagrado do papa Urbano VIII. Por sugestão de seu irmão, o cardeal Giulio Mazzarino, foi elevado a arcebispo de Aix-en-Provence em 1645 pelo papa Inocêncio X. Em outubro de 1647, foi elevado a cardeal e, em dezembro do mesmo ano, foi nomeado cardeal-presbítero de Santa Cecília. Em janeiro de 1648, foi nomeado vice-rei da Catalunha e mudou-se para Barcelona, mas caiu doente e foi forçado a abdicar sem ter formalmente assumido o posto. Retornou para Roma como embaixador à Santa Sé do Reino da França, mas morreu no mês seguinte, em 31 de agosto de 1648.
Foi o grande patrocinador do "Distrito Mazarin" em Aix-en-Provence, localizado ao sul da Cours Mirabeau.